# Paracrobunus bimaculatus
Paracrobunus bimaculatus is een hooiwagen uit de familie Epedanidae.